# Lars Linder
Lars Gösta Bertil Linder, född 9 oktober 1946 i Solna församling, Stockholms län, är en svensk kritiker och kulturskribent.
Linder började som teaterkritiker på Expressen 1968 där han främst bevakade de fria grupperna. Han var verksam vid Folket i Bild/Kulturfront 1975–1977 och vid Ord&Bild 1978–1982. Han knöts 1983 till Dagens Nyheter och har stannat där sedan dess. På DN har Linder haft i uppgift att bevaka teaterlivet och recensera nyutkommen litteratur, men även bidragit med utlandskrönikor, essäer och reportage.
Han är son till Erik Hjalmar Linder och Sig-Britt Gerdner, som var tandläkare, bror till Anders Linder och dotterson till Gustaf Gerdner.